# 张吉东

张吉东

张吉东（1965年4月—1984年7月12日），山东省莱西市人，中國共產黨黨員；张吉东在1979年－1990年中越邊境衝突中陣亡，為烈士。